# Библиометрија
Библиометрија (фр. Bibliométrie) је примена статистичких метода проучавању библиографски података, нарочито у науци и у контексту библиотека и информациона наука и блиско је повезана са наукометријом (анализа научних мерила и индикатора). Библиометријска проучавања (студије) су се први пут појавила крајем 19. века. Значајан развој библиометрија доживљава после Другог светског рата са појавом рачунарских алата. Почетком 1960-их Science Citation Index Јуџина Гарфилда и анализа мреже цитираности Derek J. de Solla Price су поставили основе програма структуираног истраживања библиометрије.
Цитираност је уобичајена библиометријска метода заснован на конструисању цитационог графикона, мрежа или графички приказ цитата који деле документи. Многа истраживачка поља користе библиометријске методе да истраже утицај свог поља, утицај на групу истраживача, утицај на конкретни рад или да индентификују посебно погођене радове у свом научном пољу. Библиометријски алати су интегрисани у описну лингвистику, развој тезауруса и оцењивање употребе читаоца. Ван специјализоване научне употребе Гуглов алгоритам за рангирање веб-страница у великој мери обликован је библиометријским методама и концептима.
Термин библиометрија је први употребио Пол Отле 1934. и дефинисао га као „мера свих аспеката повезаних са издаваштвом и читањем књига и докумената.” Англицизован термин је први употребио Алан Причард у свом раду „Статистичка библиографија или библиометрија?” 1969. Он је дефинисао термин као „примена математичких и статистичких метода на књиге и друге медије комуникације.”